# Déclaration de conformité Système de Management
 (juin 2010).
La déclaration de conformité est une solution parallèle à celle qui consiste à obtenir une certification. Cette déclaration de conformité est prévue et encadrée elle-même par une norme : l'ISO/CEI 17050.
La déclaration de conformité est largement répandue dans le domaine des produits, en particulier pour les produits marqués CE pour lesquels la déclaration est obligatoire sur le plan réglementaire.
En matière de système de management, la déclaration de conformité reste peu connue, en particulier en France. Elle est pourtant promue par l'ISO comme l'un des moyens d'évaluation et de reconnaissance de la conformité. Elle est aussi reconnue, en France, par les pouvoirs publics, comme un moyen de preuve de la mise en œuvre d'un système de management, dans le cadre de la réponse à appel d'offres public lorsque la conformité à une norme est une exigence du CCTP (Cahier des Charges Techniques Particulières). D'ailleurs, tous les référentiels de système récents (ISO 14001:2004; OHSAS 18001:2007; ISO 22000:2007) citent la déclaration de conformité comme un des moyens de reconnaissance de la conformité, au même titre que la certification.

## Le principe de la déclaration de conformité
La norme ISO/CEI 17050 définit la manière selon laquelle une organisation peut déclarer ses activités conformes à un référentiel du type ISO 9001, ISO 14001, OHSAS 18001, ISO 22000, etc., sans recourir à une certification délivrée par un organisme tiers.
Elle est construite en 2 volets :
La partie 1 précise les exigences générales pour la réalisation d'une auto-déclaration de conformité :
- Activités d'évaluation préalables requises
- Forme et accessibilité de l'auto-déclaration
- Modalités de marquage et durée de validité
- Le contenu du document d'auto-déclaration

La partie 2 de l'ISO 17050 précise, quant à elle, ce que l'organisation qui déclare la conformité de son système de management devrait détenir et tenir à disposition pour soutenir cette auto-déclaration.

## La démarche étape par étape

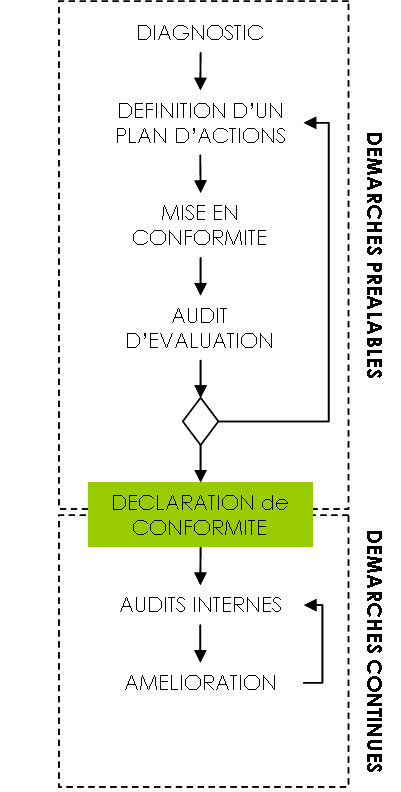
schéma de la démarche d'auto déclaration de conformité

## La crédibilité de la démarche
Pour démontrer la crédibilité de la déclaration de conformité à ses clients et ses prospects, il y a lieu de repenser la façon de prouver les performances de son système de management en s'appuyant sur une présentation objective des objectifs, des résultats, des moyens mis en œuvre (dont les audits) plutôt que la copie d'un certificat.
Aujourd'hui, la principale limite de la déclaration de conformité tient à son caractère peu répandu. Nul doute que son développement aurait rapidement un effet "boule de neige". Ce développement dépend en partie des efforts de communication qui seraient engagés par les entreprises.